# Diocesi di Tarawa e Nauru
La diocesi di Tarawa e Nauru (in latino: Dioecesis Taravana et Nauruna) è una sede della Chiesa cattolica suffraganea dell'arcidiocesi di Suva. Nel 2022 contava 65.925  battezzati su 127.705 abitanti. È retta dal vescovo Simon Samendra Mani, M.S.C.

## Territorio
La diocesi comprende le repubbliche delle Kiribati e di Nauru.
Sede vescovile è Tarawa Sud, la parte meridionale dell'atollo di Tarawa, nell'arcipelago delle Isole Gilbert; nella località di Teaoraereke si trova la cattedrale del Sacro Cuore di Gesù.
Il territorio è suddiviso in 24 parrocchie.

## Storia

### I primi missionari
I primi missionari cristiani ad arrivare nelle isole Gilbert furono i protestanti della Nuova Inghilterra, il primo dei quali arrivò nel novembre del 1857. Il più conosciuto di questi missionari fu Hiram Bingham II, pastore congregazionalista e figlio di Hiram Bingham I, uno dei primi missionari nelle Hawaii. Bingham e sua moglie tradussero la Bibbia in gilbertese, scrissero libri scolastici e un dizionario (pubblicato postumo), prima di lasciare le isole nei primi anni '60 per problemi di salute.
Molti indigeni gilbertesi, catturati da cacciatori di schiavi per lavorare nelle piantagioni su altre isole del Pacifico, vennero convertiti dai missionari cattolici. Due di questi lavoratori convertiti, Betero e Tiroi, tornarono a Nonouti e istruirono la popolazione locale sul cattolicesimo. Costruirono otto piccole chiese, dove le persone di diversi villaggi si riunivano ogni domenica per cantare inni e recitare preghiere. Nel 1888 Betero e Tiroi avevano già battezzato 560 persone e ne stavano istruendo altre 600. Con l'aumento del numero di cattolici, i due uomini scrissero a molti vescovi cattolici chiedendo loro missionari e sacerdoti.

### Arrivo dei preti cattolici
In risposta a una lettera inviata da Betero e Tiroi, vennero inviati a Samoa tre membri dei Missionari del Sacro Cuore di Gesù, padre Édouard Bontemps, padre Joseph Leray e fratel Conrad Weber. Essi partirono da Sydney nel 1887 su una minuscola goletta  e arrivarono a Nonouti il 10 maggio 1888, festa dell'Ascensione di Gesù. Gettarono l'ancora all'ingresso di un'ampia laguna poco profonda e presero una scialuppa per giungere a riva dove una folla di gente locale li stava aspettando. Il viaggio verso riva richiese diverse ore, così i due sacerdoti decisero di celebrare la messa sulla scialuppa, a una certa distanza dalla terra perché si era vicini al mezzogiorno. La prima messa cattolica sulle isole Gilbert venne quindi celebrata su una scialuppa nella laguna di Nonouti. Quando i missionari giunsero a riva, visitarono la chiesa, che trovarono grande e ben costruita, già provvista di altare, tovaglia e crocifisso. Il mattino seguente nella stessa chiesa celebrarono la messa, corredata da inni e preghiere in gilbertese. Dopo la celebrazione, venne installata una statua di Nostra Signora del Sacro Cuore.

### Arrivo delle religiose
Nel 1892, padre Bontemps, accompagnato da due giovani uomini gilbertesi, partì per l'Europa per un viaggio per ottenere assistenza per la missione nelle isole Gilbert. Visitarono Roma e nel 1894 giunsero a Issoudun, in Francia, dove si trovava un convento delle Figlie di Nostra Signora del Sacro Cuore, il ramo femminile dei Missionari del Sacro Cuore di Gesù. Padre Bontemps chiese alla superiora generale, madre Maria Luisa di inviare della suore nelle isole Gilbert. Maria Luisa era stata a lungo una leale aiutante dei Missionari ma in questo caso esitò a causa dell'eccezionale isolamento delle isole Gilbert. Tuttavia poco dopo acconsentì e scelse sette suore, la più anziana delle quali aveva 25 anni, da inviare nelle isole.
Padre Bontemps e le sorelle lasciarono Issoudun nell'aprile del 1895 e durante il viaggio di ritorno si fermarono per un breve soggiorno con le sorelle a Kensington, in Australia. Si fermarono anche a Sydney, dove si unirono a loro altre due suore, portando il totale a nove. Arrivarono nelle isole Gilbert nel mese di agosto, dopo un difficile viaggio sull'Archer, una nave vecchia, lenta e instabile. Furono costretti a utilizzare quel vascello perché nessuno voleva rischiare una nuova nave a causa delle pericolose scogliere.

### Povertà e ostilità dei protestanti
Al loro arrivo, le condizioni materiali e sociali erano difficili per le suore. Esse, che erano attive nell'educazione, affrontarono la feroce opposizione degli insegnanti protestanti. Erano inoltre molto povere. All'arrivo delle suore nella casa di missione dove vivevano i Missionari del Sacro Cuore di Gesù e dove presero residenza trovarono una cucina equipaggiata solo con due piccole pentole, alcuni piatti e un singolo cucchiaio che avrebbe dovuto essere usato da dodici missionari. Non essendoci tazze o bicchieri, i missionari bevevano dalle scatole di marmellata. Vivevano di noci di cocco, frutti di taro, pesce, caffè nero, zucchero di canna, biscotti, riso bollito, fagioli in scatola e carne salata. Il latte condensato e il pane venivano conservati per la domenica e i giorni festivi. Il caldo estremo, oltre alla malnutrizione e alle malattie, causarono una serie di morti durante i primi anni. Ci volevano quattro mesi o più perché le notizie raggiungessero l'Europa.
Il vicariato apostolico delle Isole Gilbert fu eretto il 28 luglio 1897 con il breve Ad supremum di papa Leone XIII, ricavandone il territorio dal vicariato apostolico di Micronesia.
Un secondo gruppo di suore arrivò a Nonouti il 2 febbraio 1899. Le condizioni erano ancora molto primitive e povere. Durante i primi anni, la giovane superiora, madre Maria Isabella, così come i sacerdoti, spesso viaggiavano da Nonouti, sede della missione, a visitare le missioni appena istituite su altre isole dell'arcipelago. Questi viaggi erano pericolosi e spesso molto eccitanti.
In una occasione, madre Maria Isabella e padre Bontemps lasciarono Nonouti per visitare un'isola vicina ma dopo due settimane di lotta contro il vento e le forti correnti, sbarcarono a Nauru, circa cento chilometri fuori rotta. L'amministratore dell'isola li invitò a sbarcare. Lo fecero il mattino successivo. Tuttavia, durante la notte, la corrente trasportò la nave verso le isole Caroline. Lì furono accolti a terra dai missionari cappuccini spagnoli e giunsero appena in tempo per una festa e per il battesimo del re e della regina dei nativi. Madre Maria Isabella ricevette l'onore di esserne la madrina. Dopo diversi giorni partirono per le isole Gilbert e avvistarono Nonouti il 27 giugno 1897 dopo un'assenza di cinque mesi.
Oltre alle difficoltà materiali i missionari dovettero affrontare anche l'ostilità dei protestanti, in quel momento gruppo dominante e consolidato. Alcuni degli abitanti dell'isola meridionale di Nikunau l'anno successivo chiesero dei missionari. Furono quindi inviati un prete e due suore. Anch'essi dovettero affrontare una feroce opposizione dei protestanti dell'isola. All'arrivo fu loro proibito di scendere a terra, un ordine che disattesero a rischio della loro incolumità. Furono lasciati arenati sulla spiaggia, con i pochi oggetti che avevano in mezzo a una folla di persone ostili. Nessuno diede loro alcuna assistenza fino al tramonto, quando un commerciante europeo ebbe pietà di loro e permise loro di passare la notte nella sua veranda. Il giorno seguente le suore uscirono per raccogliere materiale per costruire la loro abitazione. Il poliziotto locale minacciò di imprigionare chiunque lavorasse con i missionari, così dovettero fare da soli ogni lavoro. Tuttavia, diversi anni dopo le condizioni erano migliorate al punto che le suore furono in grado di istituire un collegio femminile.

### XX e XXI secolo
La prima missione inter-insulare venne inaugurata nel 1938. Fu costruita sull'isola di Abemama e prese il nome di "Santa Teretia". Precedentemente, nel 1894 la missione aveva acquistato una piccola nave, la Stella Maris, ma la vendette nel 1910 per ricavarne denaro, all'epoca la missione era in difficoltà finanziarie. Prima del 1894 e dal 1910 al 1938 i missionari dovettero quindi affidarsi al passaggio di navi che trasportavano copra o altre merci per raggiungere le varie isole. La nuova nave fu venduta ad una compagnia locale nel 1950 e una nave più grande, chiamata anche quella Santa Teretia, fu acquistata da una compagnia australiana. Questa si incagliò a Nauru durante una tempesta e non poté essere risistemata. Fu acquistata una terza nave, che però affondò sulla scogliera di una delle isole meridionali. Nel 1970 furono costruite delle piste di atterraggio sulla maggior parte delle isole esterne. Queste resero i viaggi molto più confortevoli anche per i preti e per le suore.
Il 21 giugno 1966 in forza della bolla Prophetarum voces di papa Paolo VI il vicariato apostolico fu elevato a diocesi e assunse il nome di diocesi di Tarawa.
Il 15 novembre 1978, a seguito dell'indipendenza di Nauru nel 1968 e della separazione delle Tuvalu decisa nel 1975, la diocesi assunse il nome di diocesi Tarawa, Nauru e Funafuti.
Il 10 settembre 1982 la diocesi si divise, dando origine alla missione sui iuris di Funafuti e alla diocesi recante il nome attuale.
Durante il XX secolo il numero del clero attivo e delle religiose nella diocesi crebbe rapidamente. Nel 1950 il vescovo Octave Terrienne fondò una congregazione indigena chiamata Suore di Santa Teresa. Nel 1960 diverse ragazze indigene chiesero di entrare nella congregazione delle Figlie di Nostra Signora del Sacro Cuore e furono mandate a studiare nel noviziato australiano. Poiché la congregazione delle Suore di Santa Teresa contava poche religiose, nel 1968 venne accorpata a quella delle Figlie di Nostra Signora del Sacro Cuore. Nel 1976 esse aprirono un noviziato nelle isole Gilbert.
Nel 1970 c'erano circa 25 000 cattolici nella diocesi, quasi il 45% della popolazione. Nel 2015 i cattolici nelle Kiribati erano 63 116 e rappresentavano oltre il 57% della popolazione totale. Secondo i dati del censimento del novembre 2020 nelle sole Kiribati, 70.333 persone censite si sono dichiarate cattoliche, ossia il 58,9% del totale (119.438) in forte aumento dal precedente censimento del 2015.

## Cronotassi dei vescovi
Si omettono i periodi di sede vacante non superiori ai 2 anni o non storicamente accertati.
- Joseph-Marie Leray, M.S.C. † (27 luglio 1897 - novembre 1926 dimesso)
- Joseph Bach, M.S.C. † (26 gennaio 1927 - 27 dicembre 1933 dimesso)
  - Sede vacante (1933-1937)
- Octave-Marie Terrienne, M.S.C. † (2 dicembre 1937 - 28 febbraio 1961 dimesso)
- Pierre-Auguste-Antoine-Marie Guichet, M.S.C. † (19 luglio 1961 - 15 novembre 1978 dimesso)
- Paul Eusebius Mea Kaiuea, M.S.C. † (15 novembre 1978 - 29 giugno 2020 ritirato)[7]
  - Sede vacante (2020-2024)[8]
  - Koru Tito † (29 giugno 2020 - 7 agosto 2022 deceduto) (vescovo eletto)
- Simon Samendra Mani, M.S.C., dal 2 maggio 2024

## Statistiche
La diocesi nel 2022 su una popolazione di 127.705 persone contava 65.925 battezzati, corrispondenti al 51,6% del totale.
| anno | popolazione | popolazione | popolazione | presbiteri | presbiteri | presbiteri | presbiteri                | diaconi | religiosi | religiosi | parrocchie |
| anno | battezzati  | totale      | %           | numero     | secolari   | regolari   | battezzati per presbitero | diaconi | uomini    | donne     | parrocchie |
| ---- | ----------- | ----------- | ----------- | ---------- | ---------- | ---------- | ------------------------- | ------- | --------- | --------- | ---------- |
| 1970 | 24.925      | 55.887      | 44,6        | 29         | 5          | 24         | 859                       |         | 31        | 44        | 18         |
| 1980 | 29.300      | 56.213      | 52,1        | 19         | 2          | 17         | 1.542                     |         | 21        | 47        | 22         |
| 1990 | 37.000      | 72.000      | 51,4        | 20         | 4          | 16         | 1.850                     |         | 41        | 71        | 24         |
| 1999 | 47.501      | 88.600      | 53,6        | 20         | 8          | 12         | 2.375                     | 3       | 37        | 88        | 24         |
| 2000 | 49.000      | 90.800      | 54,0        | 19         | 8          | 11         | 2.578                     | 3       | 32        | 73        | 25         |
| 2001 | 49.456      | 91.456      | 54,1        | 26         | 12         | 14         | 1.902                     | 3       | 43        | 92        | 24         |
| 2002 | 48.500      | 91.000      | 53,3        | 31         | 14         | 17         | 1.564                     | 6       | 45        | 90        | 24         |
| 2003 | 48.908      | 92.494      | 52,9        | 26         | 14         | 12         | 1.881                     | 2       | 33        | 99        | 24         |
| 2004 | 48.908      | 92.494      | 52,9        | 24         | 13         | 11         | 2.037                     | 2       | 29        | 97        | 25         |
| 2010 | 54.942      | 110.367     | 49,8        | 29         | 21         | 8          | 1.894                     | 2       | 22        | 97        | 21         |
| 2014 | 63.644      | 119.435     | 53,3        | 26         | 19         | 7          | 2.447                     | 3       | 26        | 71        | 15         |
| 2017 | 68.406      | 126.632     | 54,0        | 23         | 17         | 6          | 2.974                     |         | 23        | 73        | 21         |
| 2020 | 65.925      | 127.705     | 51,6        | 31         | 23         | 8          | 2.126                     |         | 22        | 73        | 24         |
| 2022 | 65.925      | 127.705     | 51,6        | 31         | 23         | 8          | 2.126                     |         | 14        | 73        | 24         |